# Nanteuil-Auriac-de-Bourzac
Nanteuil-Auriac-de-Bourzac település Franciaországban, Dordogne megyében. Lakosainak száma 233 fő (2022. január 1.). Nanteuil-Auriac-de-Bourzac Palluaud, Salles-Lavalette, La Chapelle-Grésignac, Bouteilles-Saint-Sébastien, Champagne-et-Fontaine, Saint-Martial-Viveyrol és Vendoire községekkel határos.

## Népesség
A település népességének változása:
| Lakosok száma | 255  | 311  | 275  | 280  | 204  | 208  | 224  | 231  | 231  | 233  |
|               | 1968 | 1982 | 1990 | 2006 | 2013 | 2015 | 2017 | 2019 | 2020 | 2022 |